# Faune de la Laponie

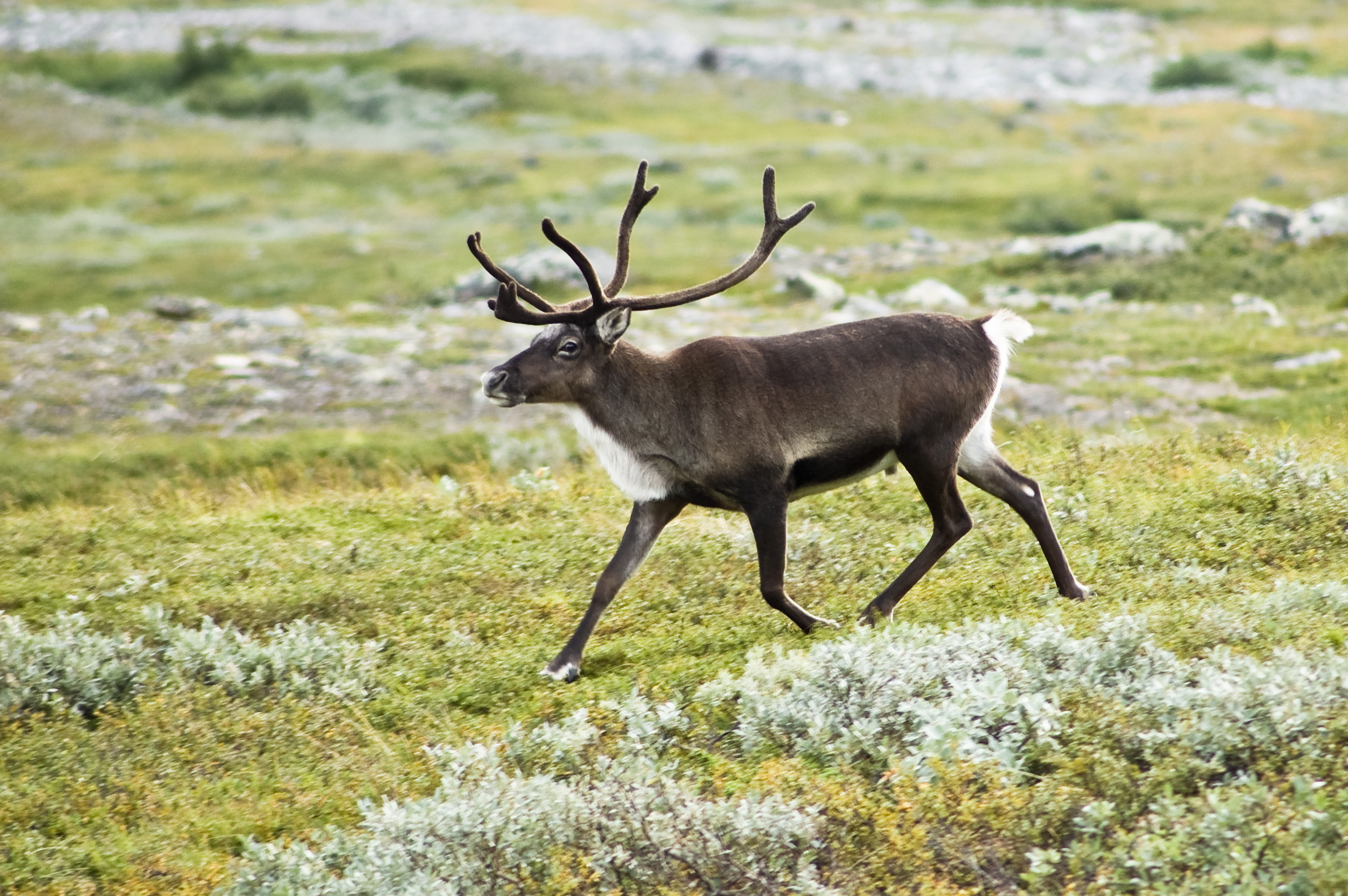
Le renne, ici dans la vallée du Kebnekaise est l'animal emblématique de Laponie.

La faune de la Laponie est l'ensemble des espèces animales que l'on trouve dans cette région s'étendant dans le nord de la Norvège, de la Suède, de la Finlande et de la Russie.
Parmi les animaux les plus emblématiques de la Laponie se trouve le renne. Les populations de ce mammifère sont difficilement estimables puisqu'une grande partie des animaux peuvent être considérés comme partiellement domestiqués (400 000 têtes pour la seule Laponie suédoise). 
La Laponie présente plusieurs mammifères prédateurs, tels que l'ours brun et le glouton.
Le glouton n'est présent qu'en fort petit nombre. Il s'attaque aux rennes femelles et aux petits. La perte de rennes par les prédateurs est compensée par une indemnisation. Dans le cas du glouton, le problème est que l'indemnisation nécessite de ramener l'identification de l'animal, portée à l'oreille, alors que les gloutons arrachent la tête du renne, rendant plus difficile la justification de la perte.
L'ours brun fait partie des espèces animales installées en Laponie. Les Samis ont le droit d'en prélever sur le territoire, à l'exception des parcs nationaux.
Le pygargue à queue blanche présente également une population d'environ 100 couples.
D'autres animaux sont le lièvre arctique, le renard arctique et les lemmings.
Le lynx et le loup sont protégés alors que le lagopède alpin et le lagopède des saules, « perdrix des neiges » au plumage blanc et à la queue noire l'hiver, marron l'été, sont chassés pour leur viande.